# Liste der Mitglieder der American Academy of Arts and Sciences/1882
Im Jahr 1882 wählte die American Academy of Arts and Sciences 5 Personen zu ihren Mitgliedern.

## Neugewählte Mitglieder
- Carl Friedrich Wilhelm Ludwig (1816–1895)
- Charles Sedgwick Minot (1852–1914)
- Bernhard Studer (1794–1887)
- Julius von Sachs (1832–1897)
- Francis Amasa Walker (1840–1897)